# Banksia integrifolia
Vous lisez un « article de qualité » labellisé en 2010.
Banksia côtier, Chèvrefeuille blanc
Espèce
Classification phylogénétique
Banksia integrifolia est une espèce de plantes à fleurs de la famille des Proteaceae. C'est un arbre qui croît le long de la côte est de l'Australie. C'est l'une des espèces les plus répandues parmi les espèces de Banksia. On la rencontre dans les États de Victoria et du Queensland dans une grande variété d'habitats, depuis les dunes côtières jusqu'aux montagnes. Elle est très variable dans sa morphologie, mais se présente le plus souvent comme un arbre pouvant atteindre 25 mètres de haut. Ses feuilles sont vert sombre dessus et blanc argenté dessous, contraste qui peut être spectaculaire par temps venteux.

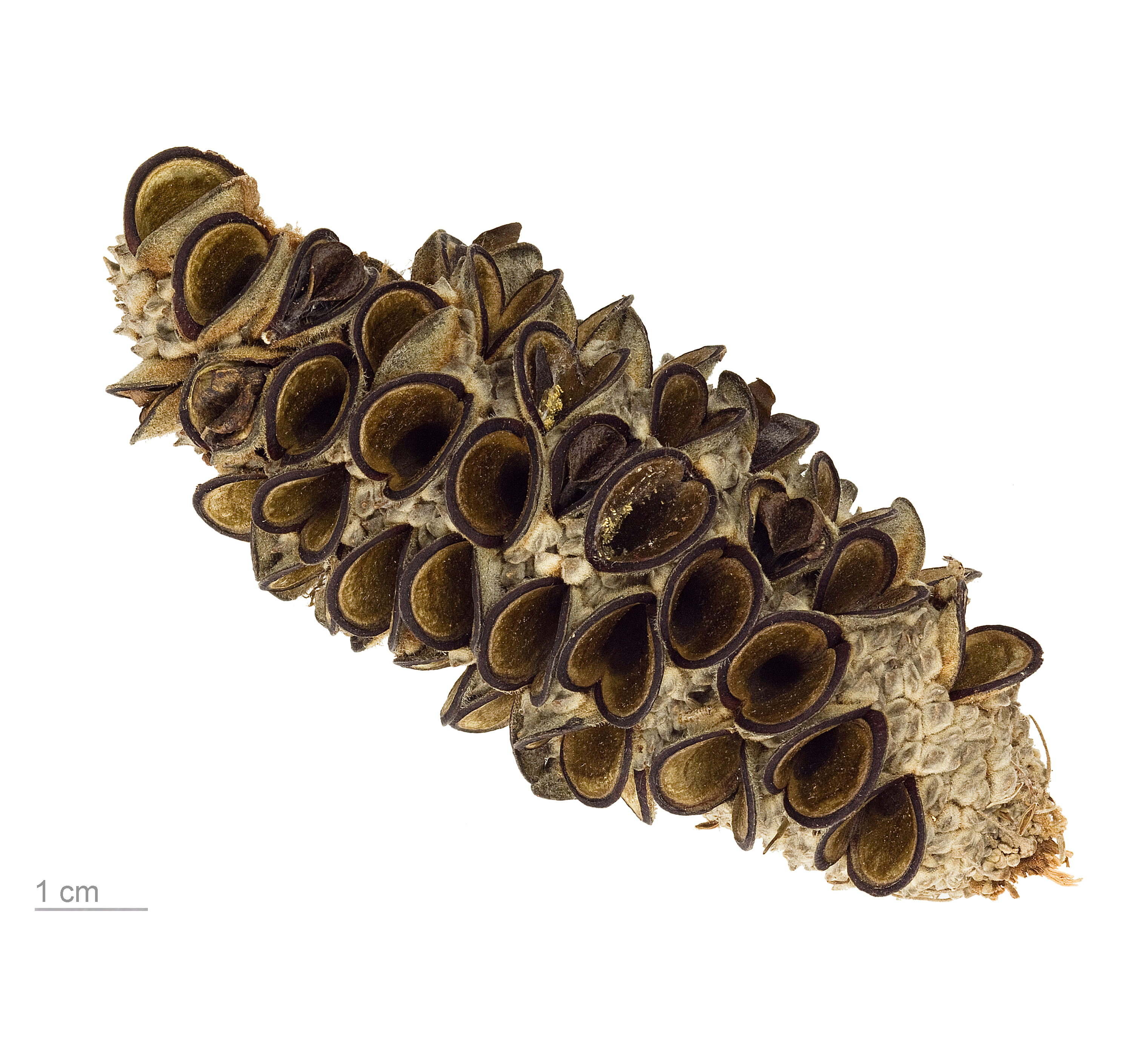
Banksia integrifolia au Muséum d'histoire naturelle de Toulouse.

C'est l'une des quatre espèces originales de Banksia recueillies par Sir Joseph Banks en 1770, et l'une des quatre espèces citées en 1782 par Carl von Linné le Jeune dans sa description originelle du genre. Elle a eu une histoire taxonomique compliquée, de nombreux noms d'espèces et de variétés lui ayant été attribués pour être par la suite rejetés ou assignés à des espèces séparées. La classification est maintenant largement stabilisée, avec trois sous-espèces reconnues : Banksia integrifolia subsp. integrifolia, Banksia integrifolia subsp. compar et Banksia integrifolia subsp. monticola.
Plante rustique et adaptable, Banksia integrifolia est communément plantée dans les jardins, les parcs et les plantations urbaines en Australie, et elle a été employée pour des opérations de végétalisation de la brousse et de stabilisation des dunes. Sa rusticité a orienté les recherches vers son aptitude à servir de porte-greffe pour la production de fleurs coupées, mais a aussi éveillé quelques inquiétudes sur son potentiel de nuisance comme plante envahissante hors de son habitat naturel.

## Noms vernaculaires
Banksia integrifolia, qui est maintenant largement connu en Australie sous le nom de « Banksia côtier » (en anglais Coast Banksia ou Coastal Banksia), avait reçu précédemment une série de noms vernaculaires. L'inventaire des arbres australiens (Checklist of Australian Trees) donne quatre autres noms communs : « chèvrefeuille » (Honeysuckle), « Banksia blanc » (White Banksia), « goupillon blanc » (White Bottlebrush) et « chèvrefeuille blanc » (White Honeysuckle) et d'autres sources plus anciennes citent « chêne chèvrefeuille » (Honeysuckle Oak).
Cette espèce était connue des indigènes australiens avant sa découverte et son identification par les Européens. Ainsi la tribu Gunaï du Gippsland l'appelait Birrna. Du fait de son aire de répartition très étendue, elle avait probablement d'autres noms dans diverses autres langues indigènes, mais ceux-ci ne nous sont pas parvenus. En 2001, une recherche de noms indigènes de la flore et de la faune de l'État de Victoria dans les archives historiques n'a pas permis d'en retrouver un seul pour cette espèce.

## Description
Banksia integrifolia peut prendre différentes formes. Il se présente généralement sous l'aspect d'un arbre pouvant mesurer jusqu'à 25 mètres de hauteur, voire 35 mètres en situation abritée. Dans des zones plus exposées, il prend l'aspect d'un petit arbre noueux, ne dépassant pas les cinq mètres de haut. Dans les zones hautement exposées, telles que les falaises côtières, il peut même se réduire à un buisson de petite taille.
Cette espèce a habituellement un seul tronc robuste, souvent tordu et noueux, à l'écorce grise rugueuse, caractéristique des Banksia. Les feuilles, vert sombre, à la face inférieure blanc argenté, sont groupées en verticilles de trois à cinq éléments.
Les feuilles adultes ont le bord du limbe entier. Le botaniste australien Alexander Segger George spécifie que leurs dimensions vont de 4 à 20 centimètres de long et de 6 à 35 millimètres de large,, mais l'Atlas des Banksia indique que « les contributeurs de l'Atlas ont constaté une grande variabilité dans ces mesures avec des spécimens tombant souvent en dehors des limites variétales spécifiées par George (1981) ou se trouvant intermédiaires entre deux variétés ». Les jeunes feuilles ont les bords parsemés de dents courtes et peu nombreuses, et sont généralement plus grandes que les feuilles adultes.
Les fleurs sont regroupées en épis floraux, inflorescences caractéristiques des Banksia, formés de plusieurs centaines de fleurs rassemblées en une spirale dense autour d'un rachis ligneux. Ce dernier est à peu près cylindrique, haut de 10 à 12 centimètres et large de cinq centimètres environ. Les fleurs sont généralement jaune clair à jaune, mais peuvent être verdâtres ou rosâtres en bouton. Chaque fleur est constituée d'un périanthe tubulaire formé de quatre tépales soudés et d'un long style filamenteux. Caractéristiques du taxon auquel appartient cette espèce, les styles sont droits plutôt qu'en crochet. Les extrémités des styles sont au début enfermées dans la partie supérieure du périanthe, mais se libèrent lors de l'anthèse. Ce processus touche tout d'abord les fleurs du bas de l'inflorescence, et se propage vers le haut de l'épi à une vitesse comprise entre 96 et 390 fleurs par 24 heures.
Les épis floraux ne sont pas aussi apparents que chez d'autres espèces de Banksia, car ils émergent de nœuds âgés de deux à trois ans noyés dans le feuillage. Plusieurs mois après la floraison, les pièces florales les plus anciennes se flétrissent et tombent, mettant à nu l'axe ligneux recouvert de nombreux petits fruits, qui sont des follicules. Ces derniers sont au début verdâtres et duveteux, mais virent progressivement au gris foncé. Chaque follicule contient une et parfois deux graines séparées par une fine lamelle ligneuse. La graine elle-même est noire, longue de 6 à 10 millimètres, et porte une « aile » noire plumeuse de 10 à 20 millimètres de long,.

## Taxonomie

### Histoire taxonomique

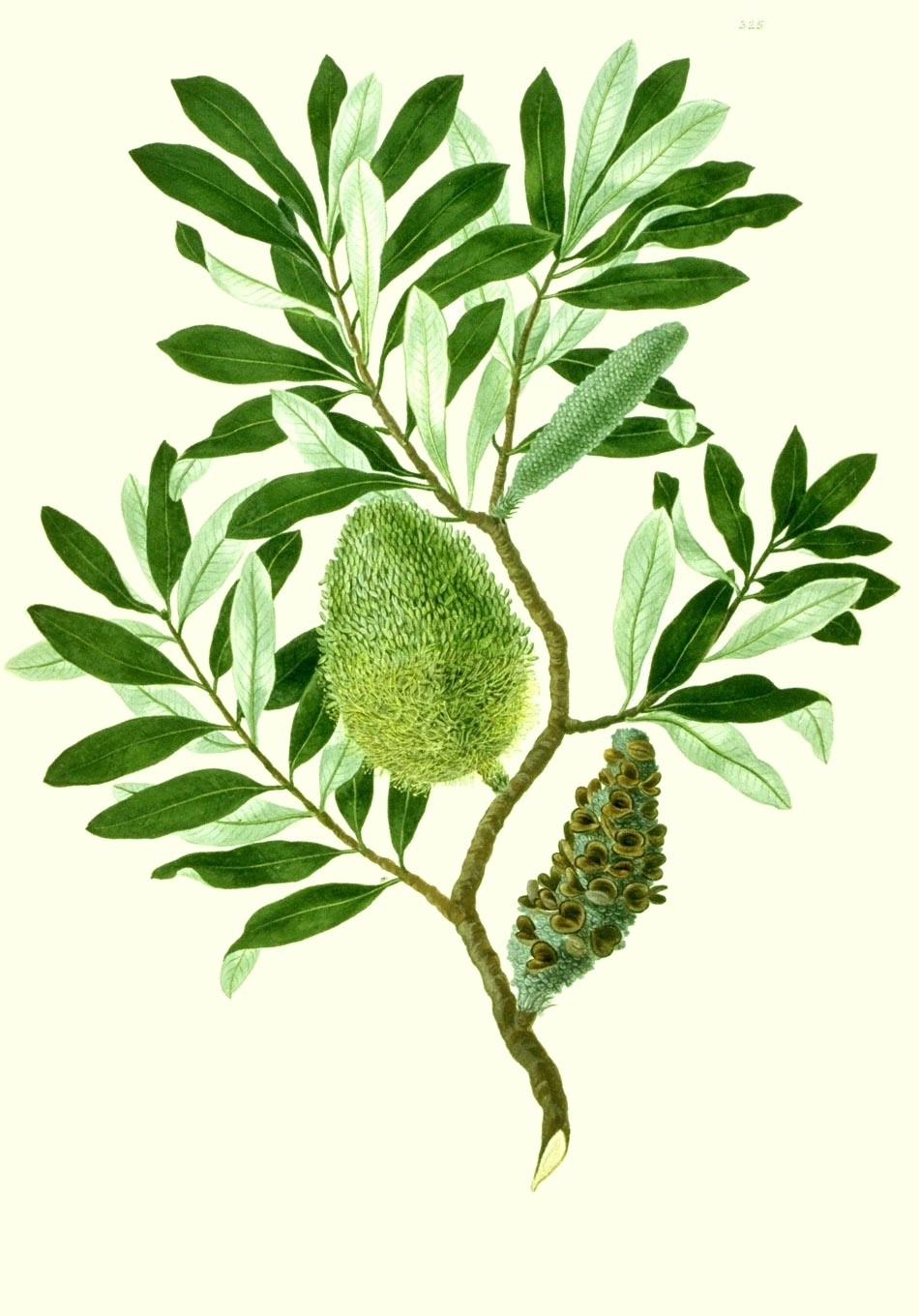
Banksia integrifolia par Sydney Parkinson, extrait du Florilège de Banks.

Banksia integrifolia est décrit pour la première fois à Botany Bay le 29 avril 1770 par Sir Joseph Banks et Daniel Solander, naturalistes à bord de l'Endeavour lors du premier voyage de James Cook dans l'océan Pacifique,. Toutefois l'espèce ne fait pas l'objet de publication avant avril 1782, quand Carl von Linné le Jeune décrit les quatre premières espèces de Banksia dans son Supplementum Plantarum. Linné le Jeune distingue les espèces par la forme de leurs feuilles et les nomme en fonction de ce critère. Ainsi l'espèce dont les feuilles ont le bord du limbe entier reçut l'adjectif spécifique integrifolia, formé à partir des termes latins integer, qui signifie « entier », et folium signifiant « feuille ».
Le nom complet de l'espèce est par conséquent Banksia integrifolia L.f.
Suivent ensuite environ 200 ans de confusion sur les limites taxonomiques de l'espèce, confusion provoquée par la grande diversité de formes que peut prendre cette plante, par sa ressemblance avec des espèces étroitement apparentées et par le fait que les premiers essais de classification de ces espèces s'appuient seulement sur des spécimens desséchés.
Une taxonomie stabilisée des Banksia ne commence à émerger qu'en 1981 avec la publication par Alexander Segger George d'une monographie marquante sur le genre Banksia, The Genus Banksia L.f. (Proteaceae). La classification établie par George en 1981 a été affinée depuis à la lumière des nouvelles recherches et de la découverte de nouveaux éléments, mais est restée globalement inchangée. La place de Banksia integrifolia au sein du genre est sensiblement restée stable, mais ses liens de parenté avec les autres espèces restent débattus et plusieurs modifications ont eu lieu dans les taxons infraspécifiques,.

### Classement au sein du genreBanksia
Le classement taxonomique actuel du genre Banksia se fonde sur le travail d'Alexander George publié en 1999 dans la flore en plusieurs volumes Flora of Australia. Dans cette classification, Banksia integrifolia est placé dans le sous-genre Banksia subg. Banksia, en raison de ses inflorescences qui présentent la forme caractéristique des épis floraux de Banksia, dans la section Banksia sect. Banksia pour ses styles droits et dans la série Banksia ser. Salicinae parce que ses inflorescences sont cylindriques. Kevin Thiele, conservateur du Western Australian Herbarium, l'a en outre placé dans une sous-série Integrifoliae, mais n'a pas reçu l'appui de George.

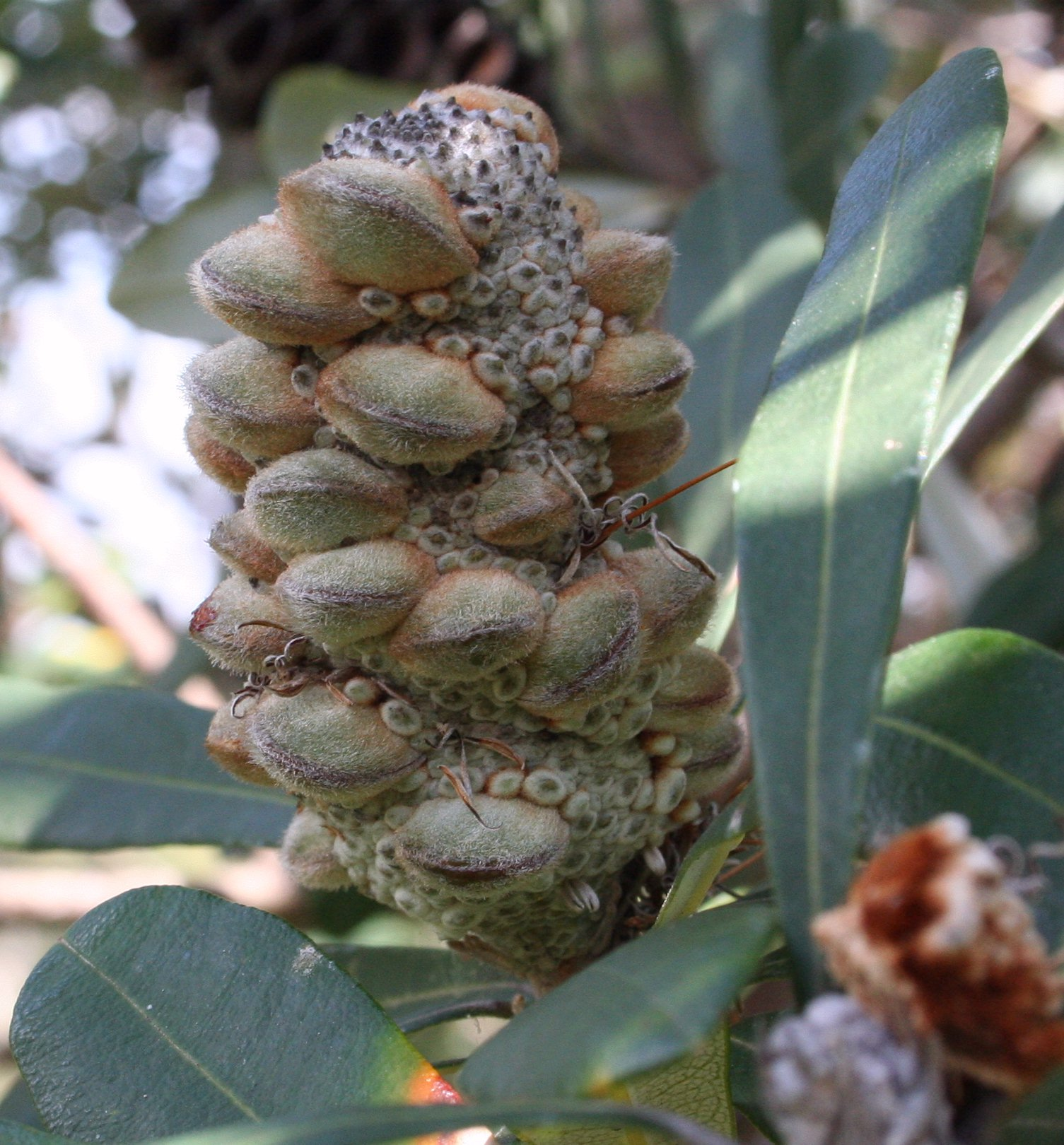
Infrutescence et feuilles de Banksia integrifolia subsp. integrifolia.

Le classement de Banksia integrifolia au sein du genre Banksia peut être schématisé de la manière suivante :
Genre Banksia
Sous-genre Isostylis
Sous-genre Banksia
Section Oncostylis
Section Coccinea
Section Banksia
Série Grandes
Série Banksia
Série Crocinae
Série Prostratae
Série Cyrtostylis
Série Tetragonae
Série Bauerinae
Série Quercinae
Séries Salicinae
(Sous-série Acclives)
Banksia oblongifolia - Banksia plagiocarpa - Banksia robur - Banksia dentata
(Sous-série Integrifoliae)
Banksia marginata - Banksia conferta - Banksia paludosa - Banksia canei - Banksia saxicola - Banksia integrifolia - Banksia aquilonia

### Sous-espèces

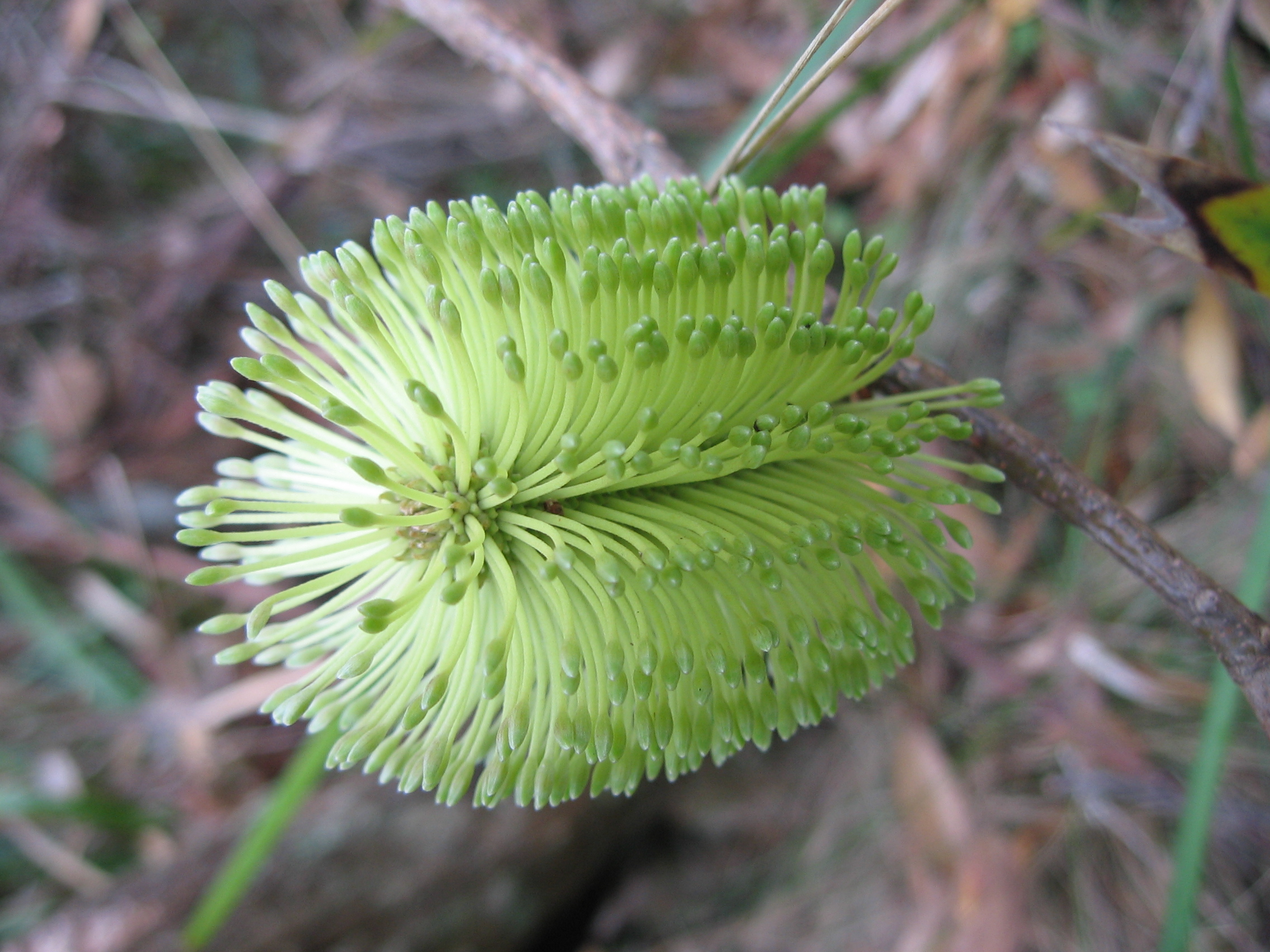
Inflorescence de Banksia integrifolia subsp. monticola en début de floraison.

Bien qu'elle puisse être attribuée pour une part à des facteurs d'environnement, la grande variabilité de Banksia integrifolia est surtout d'origine génétique : selon George, elle « donne l'impression qu'elle est en phase de spéciation active pour occuper les nombreuses niches écologiques de son aire de diffusion ». Trois sous-espèces sont actuellement reconnues : Banksia integrifolia subsp. integrifolia, Banksia integrifolia subsp. compar et Banksia integrifolia subsp. monticola.
- Banksia integrifolia subsp. integrifolia se trouve près des côtes dans la plus grande partie de l'aire de diffusion de l'espèce, sauf dans l'extrême Nord. Elle varie peu, sauf dans le Nord de la Nouvelle-Galles du Sud et dans le Sud du Queensland où certaines populations apparaissent comme intermédiaires avec Banksia integrifolia subsp. compar.
- Banksia integrifolia subsp. compar pousse sur le littoral du Queensland, jusqu'à Proserpine vers le nord. C'est la seule sous-espèce présente dans la plus grande partie de son aire naturelle, mais vers la limite sud de son aire d'expansion, elle cohabite avec B. i. subsp. integrifolia. Les deux sous-espèces se différencient par leurs feuilles qui sont plus grandes et plus brillantes avec le bord ondulé chez Banksia integrifolia subsp. compar.
- Banksia integrifolia subsp. monticola, localement appelée White Mountain Banksia (Banksia des montagnes blanches), est la seule sous-espèce à distribution montagnarde. On la trouve dans les Montagnes bleues dans le Nord de la Nouvelle-Galles du Sud. Elle est très semblable à Banksia integrifolia subsp. integrifolia, mais en diffère par ses feuilles plus longues et plus étroites et par ses follicules qui sont beaucoup plus profondément insérés dans les épis défleuris[14].

### Hybrides
Des hybrides naturels présumés ont été signalés entre Banksia integrifolia et d'autres espèces de Banksia ser. Salicinae, bien qu'aucun nom d'hybride n'ait été formellement publié à ce jour. Les hybrides présumés sont identifiés par leurs caractères intermédiaires. Par exemple, ceux formés avec Banksia paludosa (Banksia des marais), provenant de Jervis Bay et du cap Green sur la côte méridionale de la Nouvelle-Galles du Sud, ont un port plus réduit, des épis floraux plus longs et plus fins, et des fleurs persistantes sur les « cônes » anciens, qui autrement sont nus chez les purs Banksia integrifolia,,.
Des hybrides présumés avec Banksia marginata (le banksia argenté, Silver Banksia) se rencontrent sur le promontoire de Wilson dans le Victoria. On les trouve dans des zones où les deux sous-espèces cohabitent et elles ont des caractéristiques intermédiaires entre les deux. Un autre prétendu hybride avec Banksia marginata, supposé provenir de Cape Paterson sur la côte méridionale du Victoria, fut d'abord décrit par Alf Salkin et est disponible dans le commerce en petites quantités. C'est une plante basse (un mètre), attrayante et rustique.

## Distribution et habitat

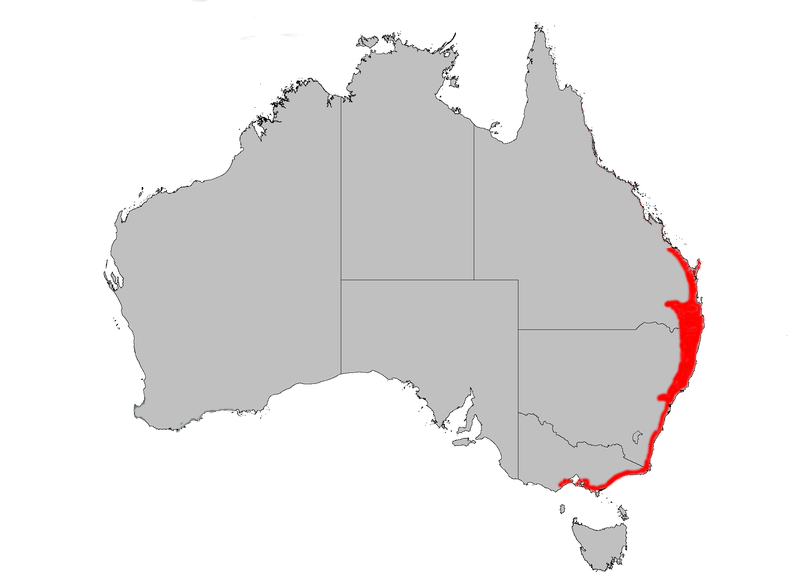
Distribution de Banksia integrifolia.

Banksia integrifolia est largement répandu, aussi bien sur le plan géographique qu'écologique. Selon Alex George, « il couvre une aire géographique et climatique plus grande que n'importe quelle autre espèce. » Thiele et Ladiges font une constatation semblable : sa distribution « a une plus grande amplitude en latitude et en longitude comme sur le plan écologique que n'importe quelle autre espèce, avec une possible exception, celle de Banksia spinulosa. »
On le trouve le long de la quasi-totalité de la côte orientale de l'Australie, depuis Geelong (Victoria) jusqu'à Proserpine (Queensland), avec une population isolée sur l'île de Long Island (Tasmanie). Il s'étend donc jusqu'à 20 à 39° Sud en latitude. Il existe également un spécimen datant de 1876, supposé provenir de l'île de King Island (Tasmanie), mais l'espèce n'y est pas représentée aujourd'hui, et on suppose que ce spécimen a fait été recueilli dans l'Archipel Furneaux.

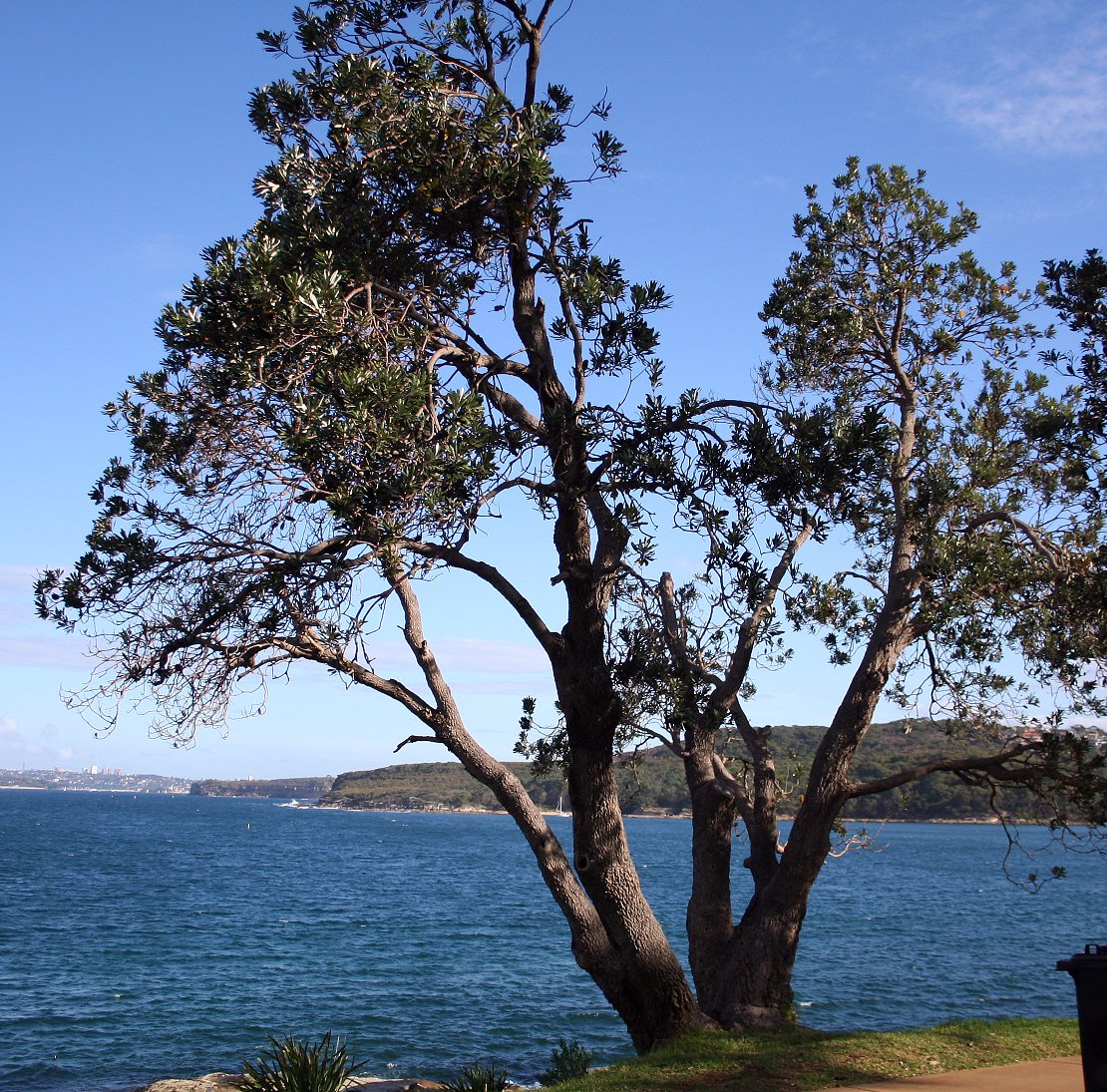
Arbre sur le littoral à Manly (Nouvelle-Galles du Sud).

Dans la plus grande partie de son aire de diffusion, Banksia integrifolia se cantonne sur une bande de 50 kilomètres longeant la côte, où il occupe typiquement les sols pauvres sableux issus de grès. Il pousse près des falaises côtières et des promontoires, le long des estuaires, et même sur des dunes de sable. Dans cette zone, les températures varient de 0 à 30 °C, avec très peu de gelées. L'espèce peut se rencontrer seule, mais elle se trouve généralement associée à d'autres espèces telles que Melaleuca quinquenervia (Niaouli),.
Entre Sydney et Brisbane, Banksia integrifolia peut se rencontrer jusqu'à 200 kilomètres à l'intérieur des terres, la sous-espèce Banksia integrifolia subsp. monticola pouvant même se trouver dans les Montagnes bleues jusqu'à une altitude de 1 500 mètres. Là, il pousse sur des sols volcaniques ou rocheux de meilleure qualité, dérivés de granites et de basaltes, et peut supporter jusqu'à 100 jours de gelée par an. Dans cet habitat montagnard, il se trouve en association avec des espèces d'Eucalyptus telles que Eucalyptus viminalis (gommier blanc) et Eucalyptus pauciflora (gommier des neiges), ainsi qu'avec des espèces issues de la forêt tropicale humide telles que Nothofagus moorei et Orites excelsa,.
Curieusement, aucune autre espèce d'arbres ne pousse plus près de la côte au cap Byron, ce qui fait de Banksia integrifolia « l'arbre le plus oriental » du continent australien.

## Écologie

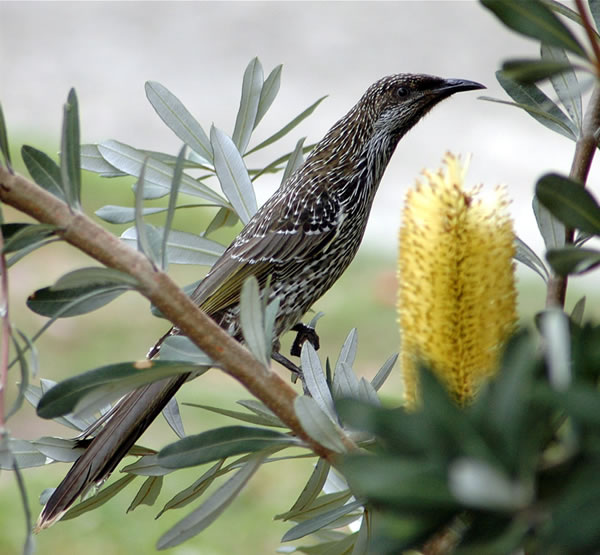
Méliphage à gouttelettes (Anthochaera chrysoptera) sur Banksia integrifolia.

Comme beaucoup d'autres Proteaceae, Banksia integrifolia ne développe pas de mycorhize au niveau de ces racines, mais possède des racines protéoïdes, émettant des paquets denses de courtes radicelles latérales qui forment une sorte de tapis dans le sol juste au-dessous de la litière de feuilles mortes. Cela favorise la solubilisation des nutriments, permettant ainsi leur assimilation dans les sols pauvres tels que les sols natifs d'Australie carencés en phosphore. Des études sur Banksia integrifolia indiquent que ses nappes de racines protéoïdes obtiennent ce résultat en modifiant chimiquement leur environnement dans le sol.
Les fleurs de Banksia integrifolia ont une durée de vie particulièrement courte pour une espèce de Banksia, produisant du nectar pendant seulement quatre à douze jours après l'anthèse. Le nectar est produit surtout pendant la nuit et tôt le matin, et seulement en petites quantités dans la journée. Les fleurs apparaissent toute l'année, de façon plus marquée en automne. Peu d'autres espèces fleurissent dans son aire de diffusion à cette époque, ce qui en fait alors une importante source de nourriture pour les animaux nectarivores. Des observations ont été faites sur une série d'animaux se nourrissant sur cette espèce, dont une large gamme d'insectes, de nombreuses espèces d'oiseaux dont le Méliphage de Nouvelle-Hollande (Phylidonyris novaehollandiae), le Méliphage barbe-rouge (Anthochaera carunculata), le Méliphage à gouttelettes (Anthochaera chrysoptera), le Méliphage à bec grêle  (Acanthorhynchus tenuirostris) et le Loriquet à tête bleue (Trichoglossus haematodus), et des mammifères tels que le Phalanger de Norfolk (Petaurus norfolcensis), le Planeur de sucre (Petaurus breviceps), l'Acrobate pygmée (Acrobates pygmaeus) et la Roussette à tête grise (Pteropus poliocephalus),. L'importance des mammifères terrestres dans la pollinisation de Banksia integrifolia a été démontrée en 1989 par une étude dans le parc national du promontoire de Wilson montrant une réduction de la fructification quand des mesures étaient prises pour les exclure.
Contrairement à la plupart des espèces de Banksia, Banksia integrifolia ne dépend pas des feux de brousse pour déclencher la libération de ses graines. Au contraire, les graines se libèrent spontanément lorsqu'elles atteignent la maturité en fin d'été. On pourrait ainsi penser que l'absence de ces feux ne devrait pas affecter la plante, mais un certain nombre d'études ont conduit à une conclusion opposée : dans les régions qui n'ont pas subi d'incendie pendant plusieurs années, les populations ont décliné sensiblement. Une enquête sur la défoliation et la mort prématurée d'arbres dans l'isthme de Yanakie, dans le sud de l'État de Victoria, a mené à la conclusion provisoire que sans feux, des conditions malsaines s'étaient développées à la surface du sol. Dans la péninsule de Mornington, des observations sur une zone qui n'a pas subi d'incendie depuis les années 1890 ont révélé que les densités de Banksia integrifolia avaient chuté de 77 % entre 1977 et 2000. Une étude ultérieure a montré que ce déclin avait pour cause des taux de mortalité extrêmement élevés des jeunes plants, du fait du pâturage par les herbivores et d'une forte concurrence pour l'humidité du sol pendant l'été. Même s'il faut reconnaître que « le rôle du feu dans ces systèmes reste inexpliqué », elle conclut que « le développement de systèmes de gestion du feu ou du pâturage sera nécessaire pour préserver l'intégrité structurelle de ces écosystèmes côtiers. »
Mis à part ces problèmes, Banksia integrifolia ne paraît pas être une espèce menacée. Elle jouit d'une excellente résistance à la « pourriture de la racine » engendrée par Phytophthora cinnamomi, qui est une menace réelle pour de nombreuses autres espèces de Banksia et sa vaste aire d'extension la préserve des risques de destruction de son habitat lié au défrichement. En conséquence, l'espèce n'est pas citée dans la liste des espèces de plantes menacées en Australie, créée dans le cadre de la loi de 1999 sur la protection de l'environnement et la conservation de la biodiversité.

## Culture

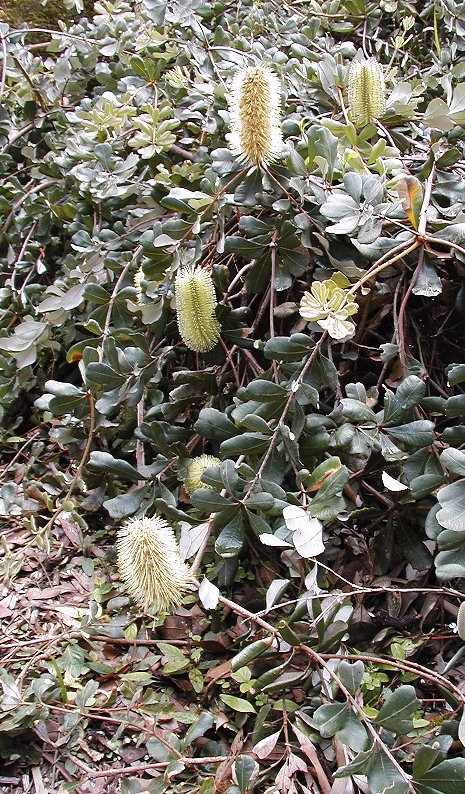
Banksia 'Roller Coaster', Sylvan Grove Gardens, Picnic Point, Nouvelle-Galles du Sud.

Banksia integrifolia est une espèce rustique qui peut s'accommoder de sols argileux, sableux, acides et même basiques, et se montre résistante au vent comme au sel, et est donc très bien adaptée aux plantations en bord de mer. Dans les jardins, on considère l'espèce comme un arbre facile d'entretien, mais peu adapté aux petits jardins du fait de sa grande taille. Sa rusticité peut par contre en faire une plante envahissante comme certains témoignages l'évoquent en Australie-Occidentale et en Nouvelle-Zélande. Lorsqu'on le cultive près de la brousse, dans son aire de diffusion naturelle, il est recommandé si possible d'utiliser des graines ou des plants de provenance locale.
La variété la plus communément disponible dans les pépinières est le Banksia integrifolia subsp. integrifolia non amélioré. Il préfère une exposition ensoleillée, sans risque de gelées, et tolère bien un élagage sévère. La floraison commence environ quatre à six ans après le semis. Les autres sous-espèces sont moins bien connues en culture, mais peuvent se trouver. Leur culture est supposée similaire à celle de Banksia integrifolia subsp. integrifolia,
sauf que Banksia integrifolia subsp. monticola peut être considéré comme tolérante au gel. Des formes naines de Banksia integrifolia sont parfois commercialisées, et il existe un cultivar à port prostré, Banksia 'Roller Coaster'. Ce dernier est une plante couvre-sol vigoureuse qui peut s'étaler sur 4 ou 5 mètres de large sans dépasser 50 centimètres de haut.
Du fait de sa grande résistance à P. cinnamomi, la possibilité d'utiliser Banksia integrifolia comme porte-greffe pour les espèces de Banksia sensibles utilisées dans la production de fleurs coupées fait l'objet de recherches. Actuellement, le taux de réussite des greffes est seulement de 30 à 40 %, et même lorsque le greffage réussi le greffon n'est pas toujours viable. D'autres recherches seront nécessaires avant que cette technique puisse être utilisée à grande échelle.

## Autres utilisations

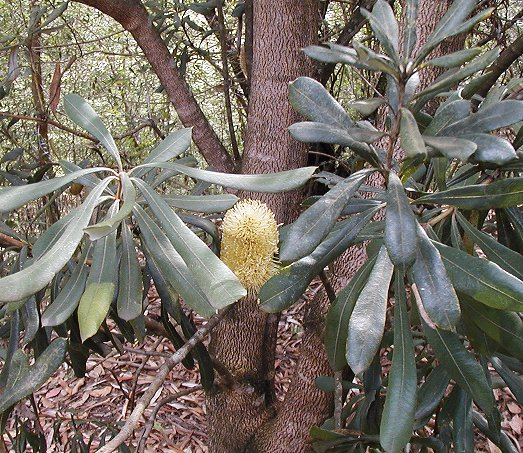
Banksia integrifolia subsp. compar.

Le bois de Banksia integrifolia est rose à rouge, avec des cernes discrets et des rayons bien visibles. Il est spongieux et poreux, avec une densité d'environ 530 kilogrammes par mètre cube. Considéré comme très décoratif, il a tendance à se gauchir fortement au séchage ; il a une faible résistance mécanique et est sujet aux attaques de termites. Il est de ce fait rarement utilisé en construction. On l'emploie parfois pour la fabrication de lambris et en tournerie ornementale. Sa courbure naturelle a conduit à envisager son utilisation pour la fabrication de bordage pour la construction de bateaux. C'est un bois de chauffage appréciable.
Le nectar de Banksia integrifolia permet la production d'un miel coloré ambre foncé de qualité moyenne et par conséquent de faible valeur commerciale. Malgré cela, l'espèce est très estimée par les apiculteurs parce qu'elle produit de grandes quantités de pollen et de nectar en automne et en hiver, à une saison où peu d'autres plantes sont en fleurs.
Historiquement, les indigènes d'Australie recueillaient le nectar de Banksia integrifolia en caressant les épis de fleurs puis en se léchant les mains, ou en faisant macérer les épis floraux toute la nuit dans un récipient appelé coolamon. Ils utilisaient également des épis floraux comme brosses à cheveux. Les premiers émigrants européens se servaient du nectar comme sirop pour traiter rhumes et angines et les Aborigènes imprégnaient les « cônes » stériles de graisse pour en faire des bougies à combustion lente.
Plus récemment, Banksia integrifolia a été utilisée dans l'art du bonsaï. Son port élancé et ses longs internœuds sont des défis d'art topiaire à surmonter, mais les feuilles se réduisent avec la taille, et contrairement au très noueux Banksia serrata, son tronc peut se texturer avec le temps,.
La plante a été choisie comme emblème floral par deux zones d'administration locale du Queensland : la ville de Redcliffe et celle de Logan.